# 로스트 시즌 6
미국의 드라마 로스트의 6번째 시즌이자 마지막 시즌은 미국과 캐나다에서 2010년 2월 2일에 방영을 시작했다. 이 시즌 6의 첫 화는 시즌 2를 본 121만 명의 시청자 수를 넘어선 것으로 집계되었다. 이 시즌은 2010년 5월 23일을 끝으로 종영되었다. 이 시즌은 드라마 시간상 2004년 9월 22일에 오세아닉 에어라인 815편이 남태평양의 어느 한 섬의 추락한 후 이야기를 다룬다. 섬에서의 스토리가 진행되는 동안 "플래시 사이드웨이"(flash sideways)에서는 815편이 추락하지 않은 다른 시간대에서의 모습을 보여준다. 보도에 따르면 이 시즌은 컴플리트 시리즈 박스세트로 2010년 8월 24일에 DVD와 블루레이로 발매할 예정이라고 한다.

## 인용
1. ↑  Fordis, Jeff (2009년 11월 19일). “ABC Announces the Premiere of the Sixth and Final Season of Lost, with a Special All-Night Event on Tuesday, February 2”. ABC Medianet. 2010년 4월 29일에 원본 문서에서 보존된 문서. 2009년 11월 19일에 확인함.
2. ↑  “Fans rediscover 'Lost' as premiere ratings climb”. The Live Feed. Feb. 3, 2010.
3. ↑  Lindelof, Damon and Cuse, Carlton (2010년 2월 2일). 〈Jimmy Kimmel Live!〉. ABC. |시리즈=이(가) 없거나 비었음 (도움말)
4. ↑  “Flash Sideways”. ABC. 2010년 2월 5일에 원본 문서에서 보존된 문서. 2010년 2월 3일에 확인함.
5. ↑  Lambert, David (2010년 1월 29일). “Lost - 'The Complete 6th and Final Season' Flying to DVD and Blu-ray Disc this Summer?”. TVShowsOnDVD.com. 2010년 2월 2일에 원본 문서에서 보존된 문서. 2010년 1월 29일에 확인함.